# Бондаренко, Иван Иванович
Ива́н Ива́нович Бондаре́нко (18 мая 1910, Таганрог, область Войска Донского — 13 сентября 1999, Таганрог, Ростовская область) — советский писатель
, чеховед, педагог.

## Биография
Родился 18 мая 1910 года в Таганроге.
Окончил Таганрогскую среднюю школу № 2 имени А. П. Чехова и факультет русского языка и литературы Ростовского государственного педагогического института. Первый радиожурналист Таганрога.
С 1943 по 1948 год работал ответственным секретарем «Таганрогской правды». 
С 1949 по 1961 год преподавал русский язык и литературу в средней школе № 2 имени А. П. Чехова.
В 1964—1979 гг. работал преподавателем кафедры педагогики и психологии ТГПИ.
Был организатором и первым руководителем литературного объединения при редакции газеты «Таганрогская правда», создателем музея истории школы № 2 имени А. П. Чехова. 
Является автором 60 научно-исследовательских работ и статей. За книгу о Чехове «Следы его жизни» был удостоен звания лауреата Ростовской областной литературной премии.
Умер 13 сентября 1999 года в Таганроге.